# Joker Fuel of Norway
Joker Fuel of Norway is een Noorse wielerploeg. De ploeg bestaat sinds 2005. Team Joker is een continentale ploeg en neemt deel aan wedstrijden van de UCI Europe Tour.
Team Joker werd opgericht in 2005 onder de naam 'Maxbo Bianchi'. Er rijden enkel Noren voor het team. In 2006 werd Maxbo Bianchi bekend, nadat de jonge en talentvolle Edvald Boasson Hagen zich in een aantal belangrijke wedstrijden in de kijker had gereden. Boasson Hagen kreeg aan het einde van het seizoen enkele aanbiedingen van andere ploegen, maar besloot bij Maxbo Bianchi te blijven. Sinds 2011 heet de ploeg Joker Merida.
Na het seizoen 2007 vertrok Boasson Hagen echter alsnog, naar T-Mobile Team. Ook Gabriel Rasch verkaste naar een andere ploeg, hij ging naar Crédit Agricole.

## Seizoen 2014

### Transfers
| Inkomend             | Team 2013                     | Uitgaand                  | Team 2014          |
| -------------------- | ----------------------------- | ------------------------- | ------------------ |
| Philip Lindau        | Team People4you-Unaas Cycling | Vegard Breen              | Lotto-Belisol      |
| Jo Kogstad Ringheim  | Team People4you-Unaas Cycling | Adrian Gjølberg           | Team Fixit.no      |
| Odd Christian Eiking | Neo                           | Stian Remme               | Team Fixit.no      |
|                      |                               | Sondre Gjerdevik Sørtveit | Team Fixit.no      |
|                      |                               | Audun Brekke Fløtten      | Oneco Cycling Team |
|                      |                               | Christer Jensen           | Oneco Cycling Team |

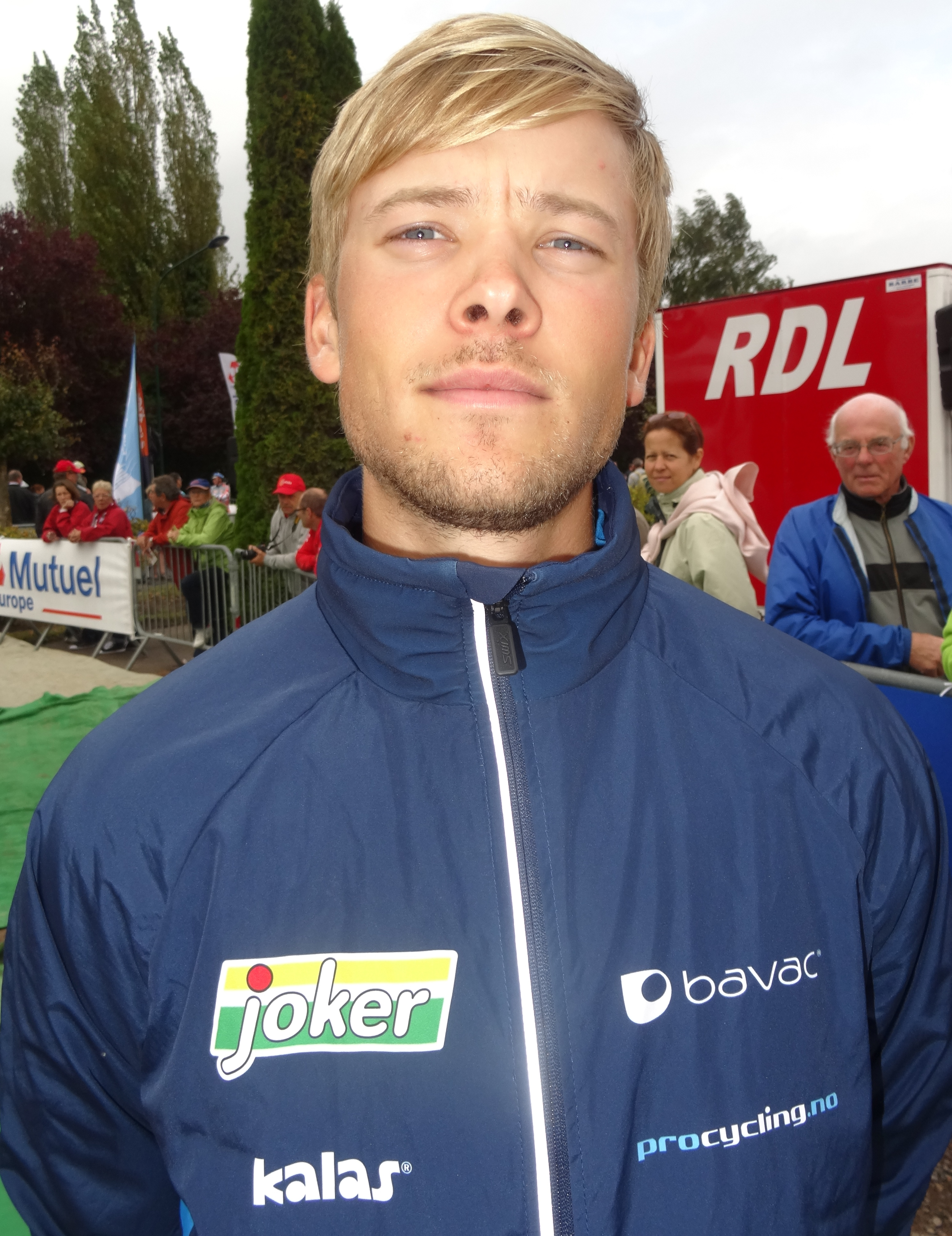
Adrian Aas Stien.
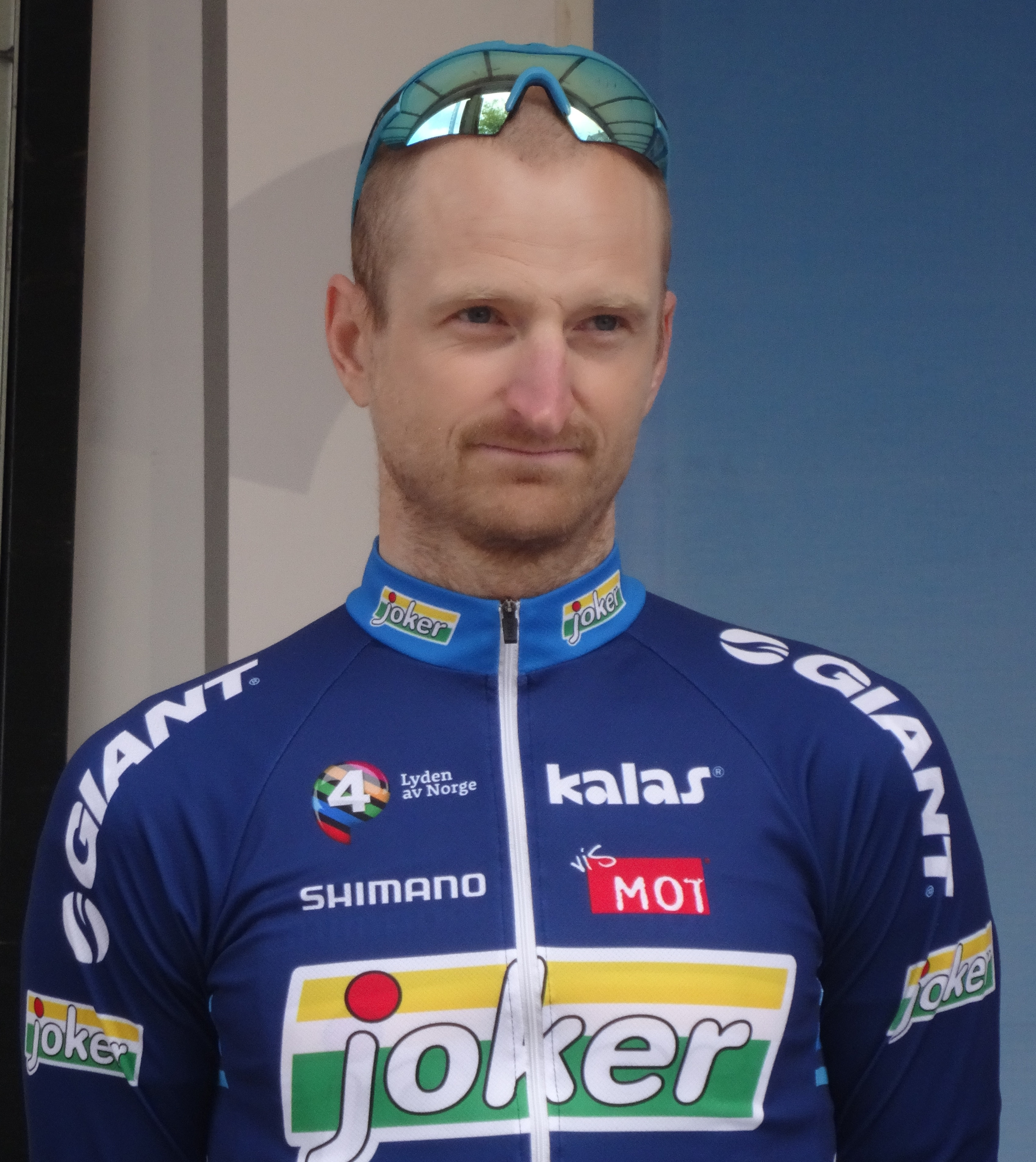
Reidar Borgersen.
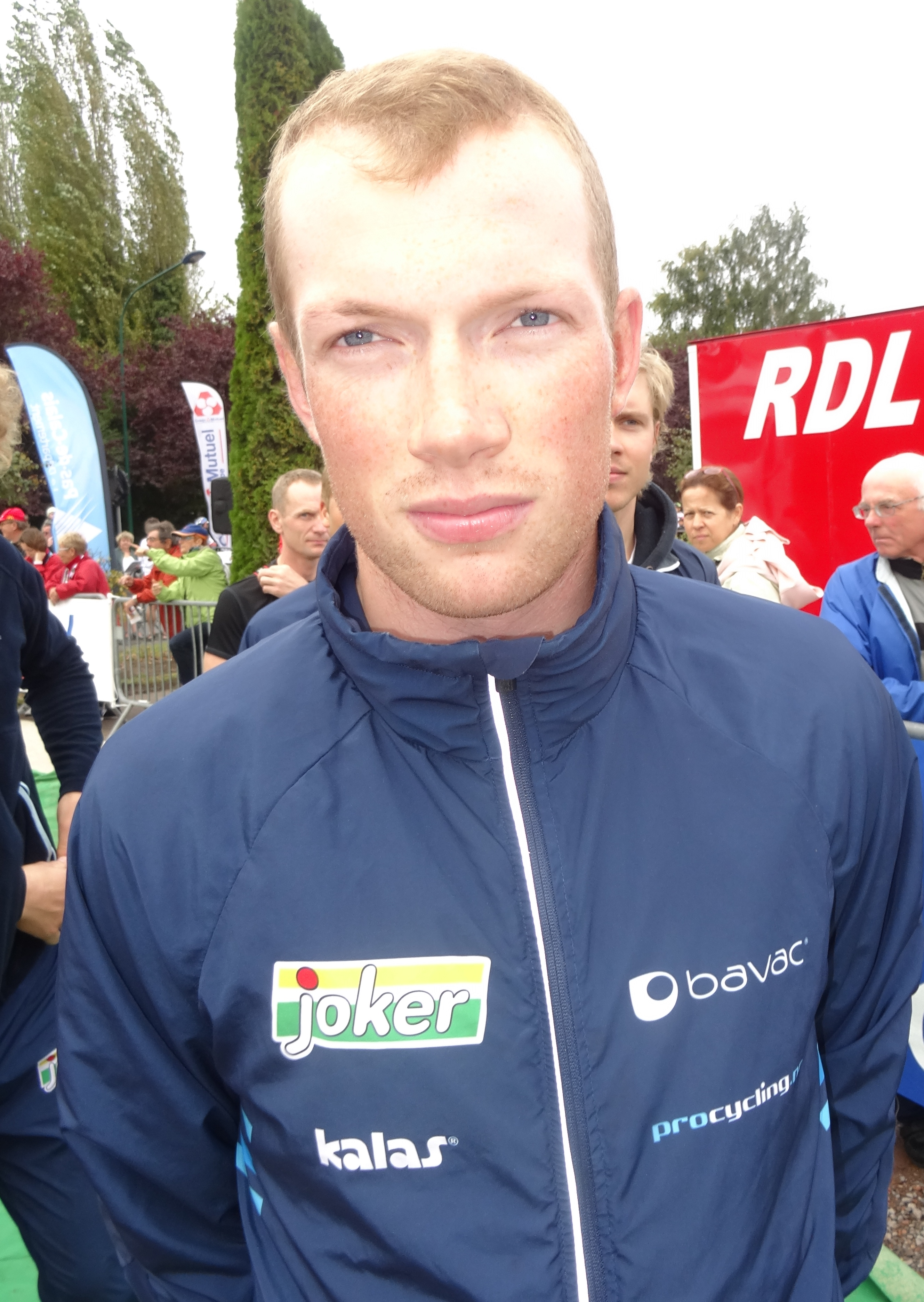
Vegard Robinson Bugge.
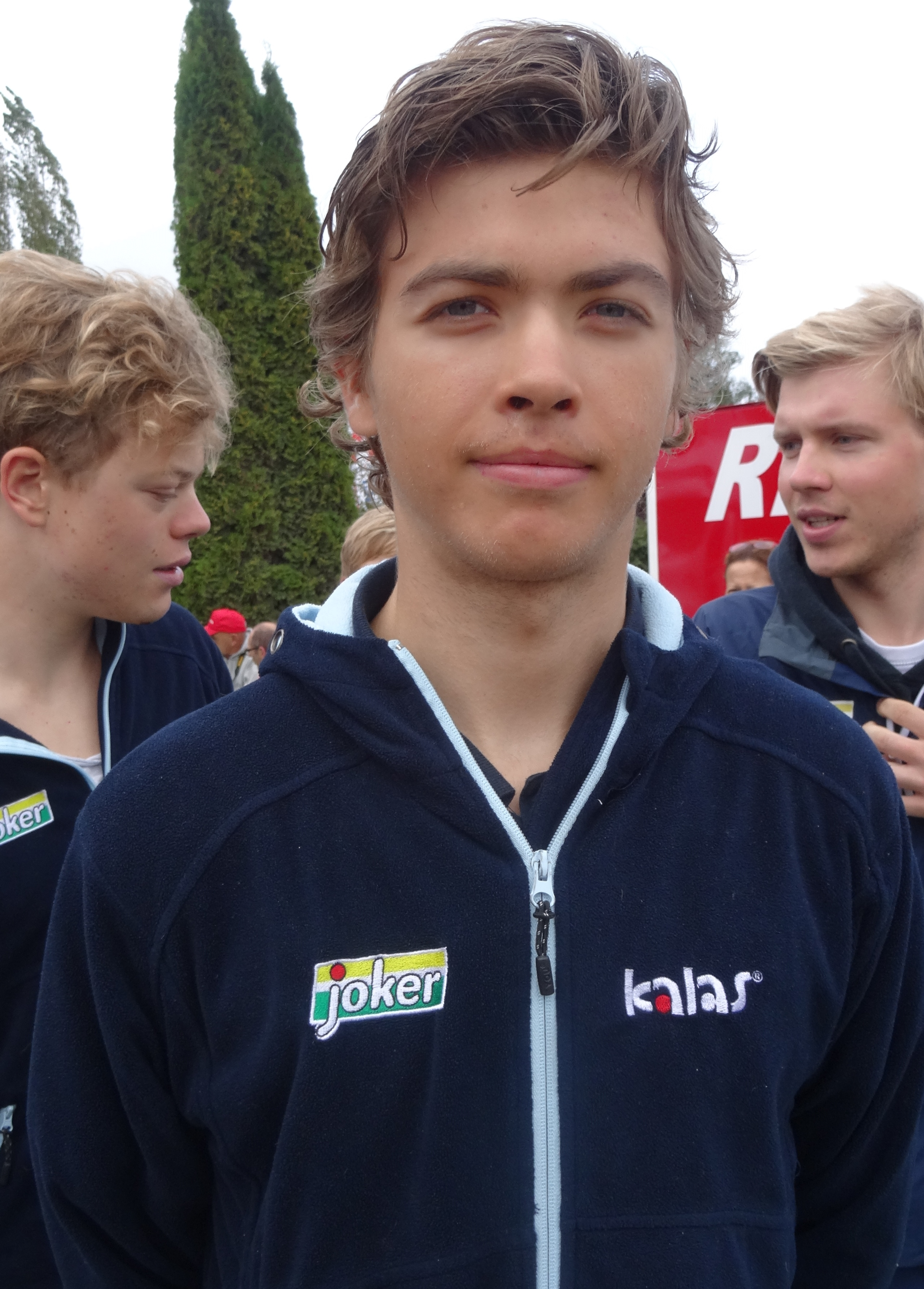
Odd Christian Eiking.
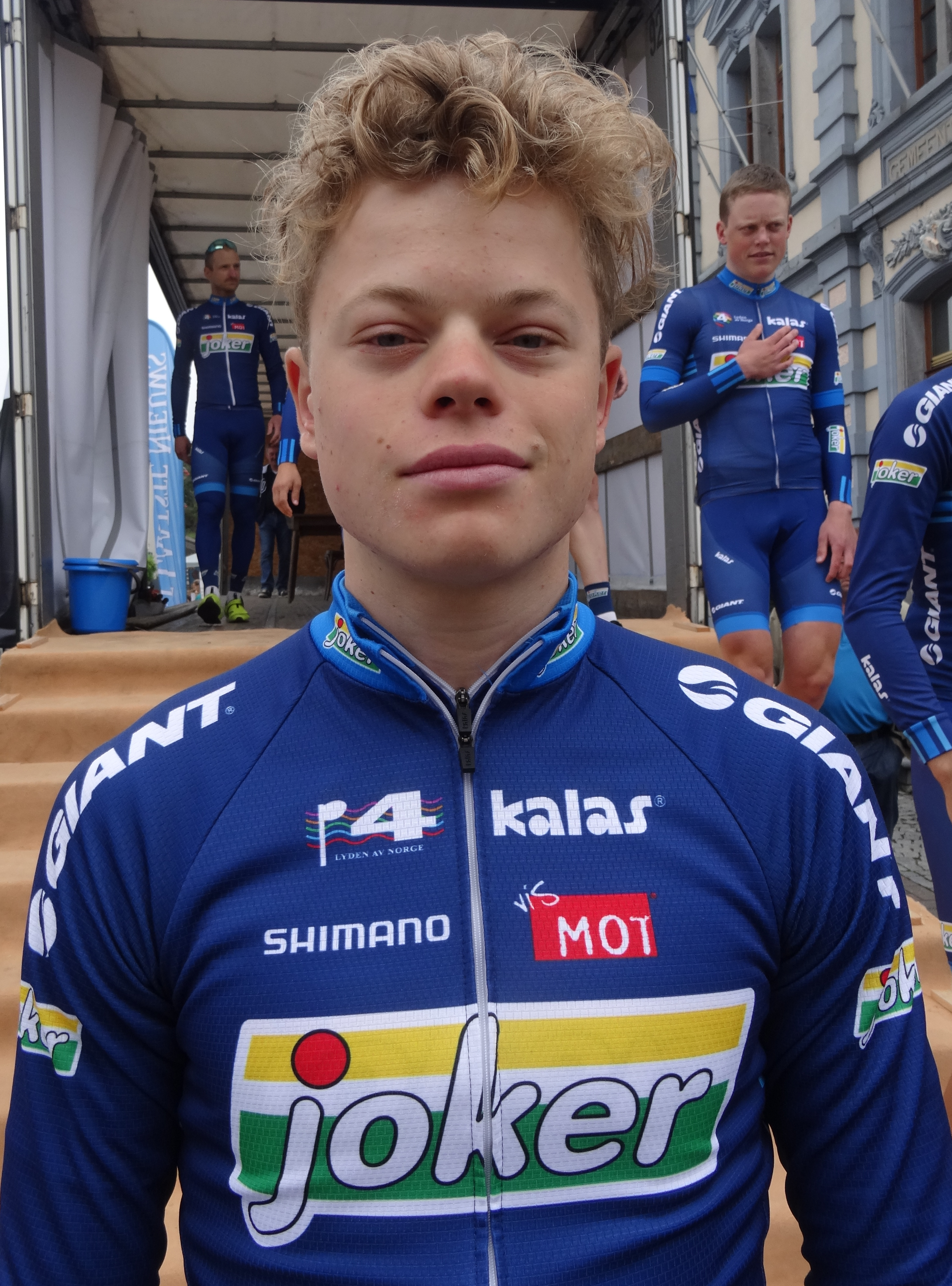
Truls Engen Korsæth.
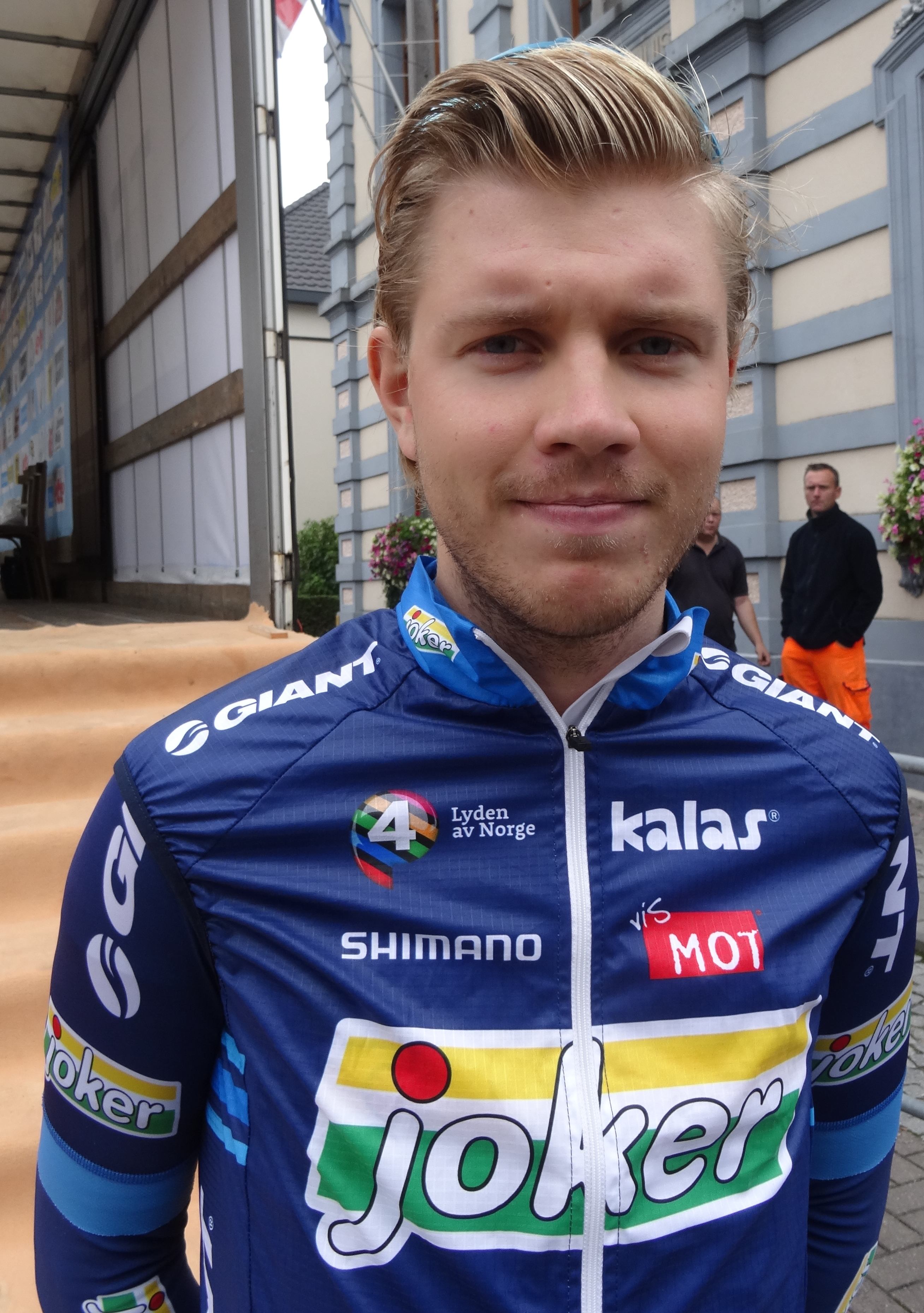
Philip Lindau.
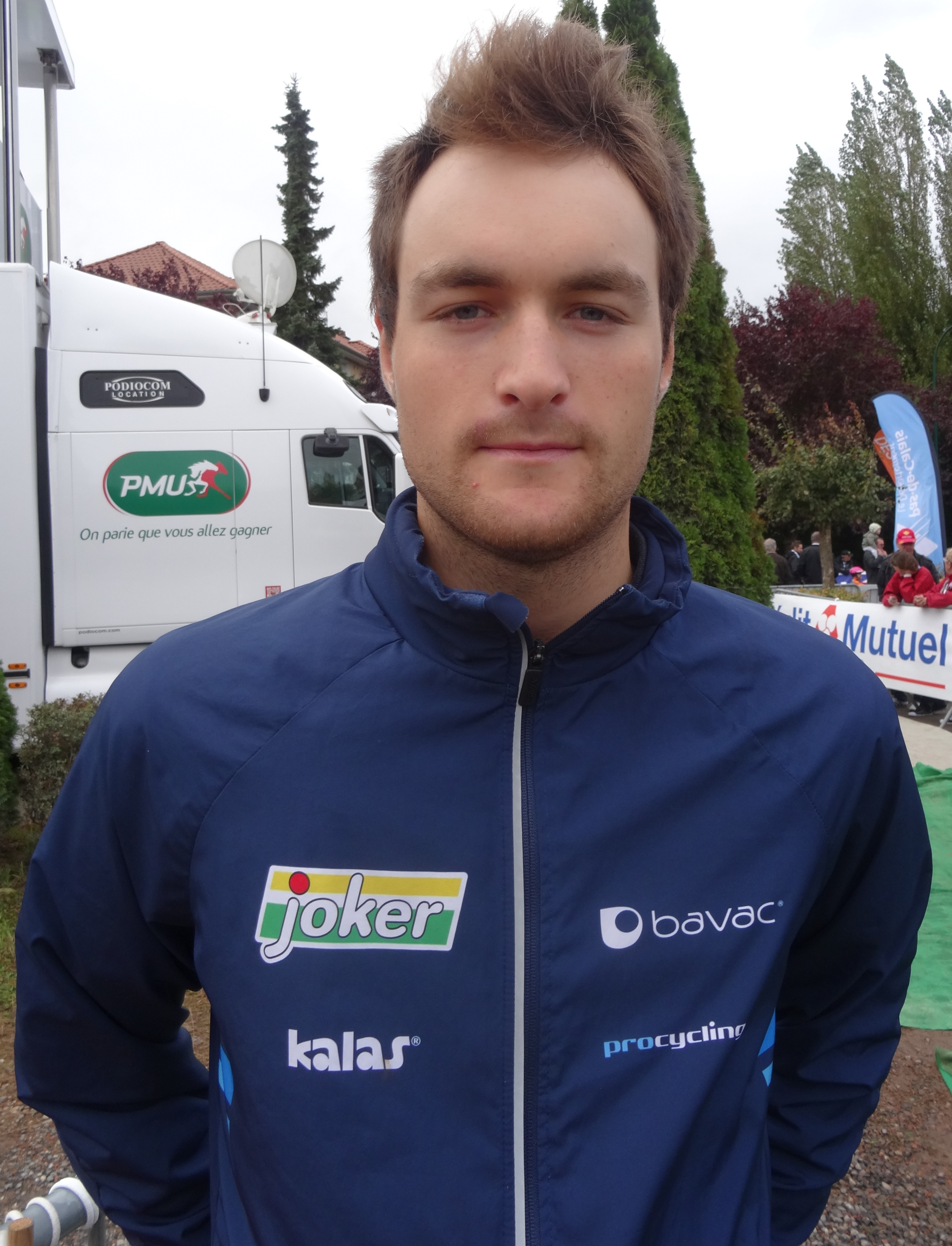
Jo Kogstad Ringheim.
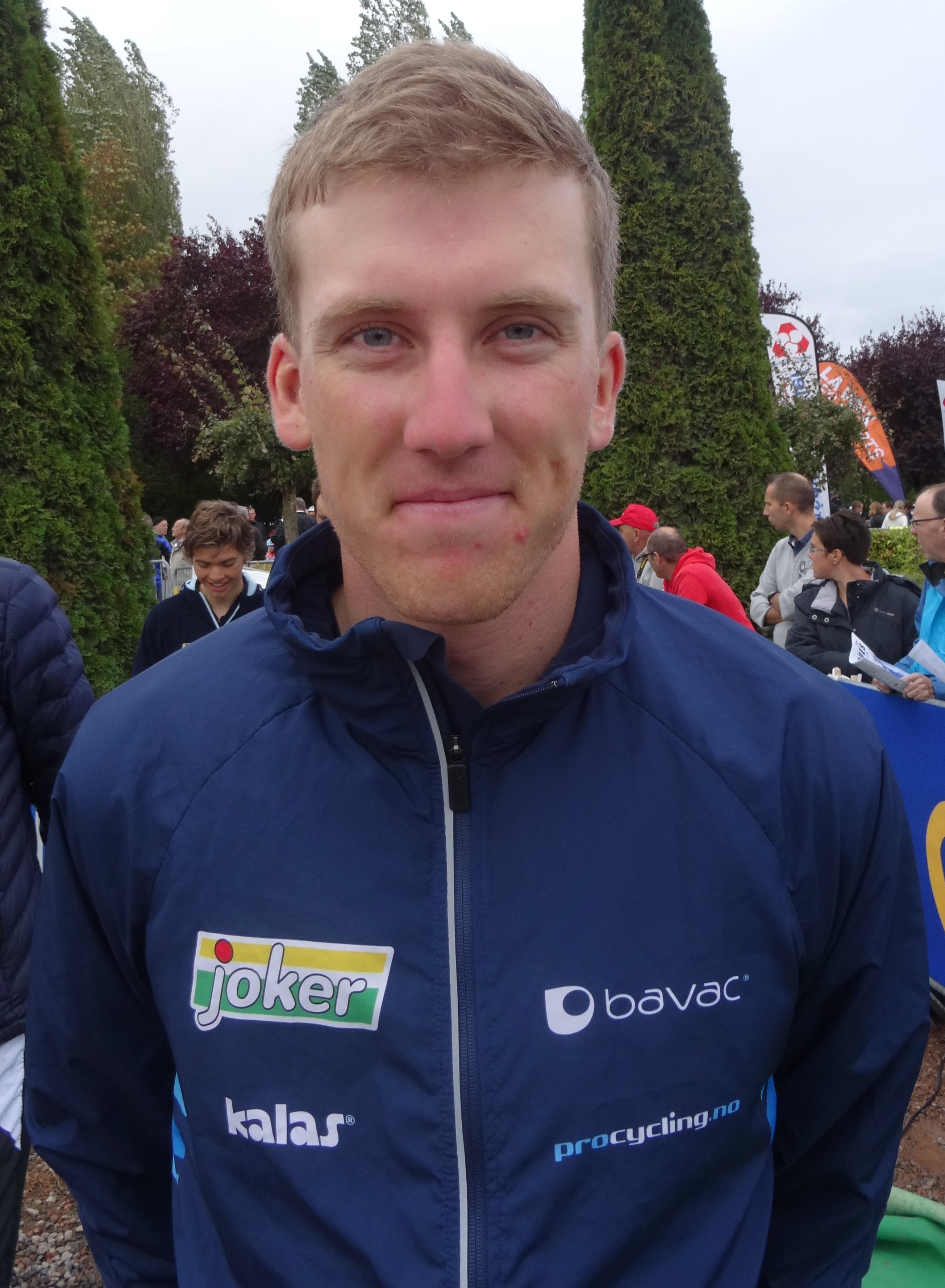
Kristoffer Skjerping.
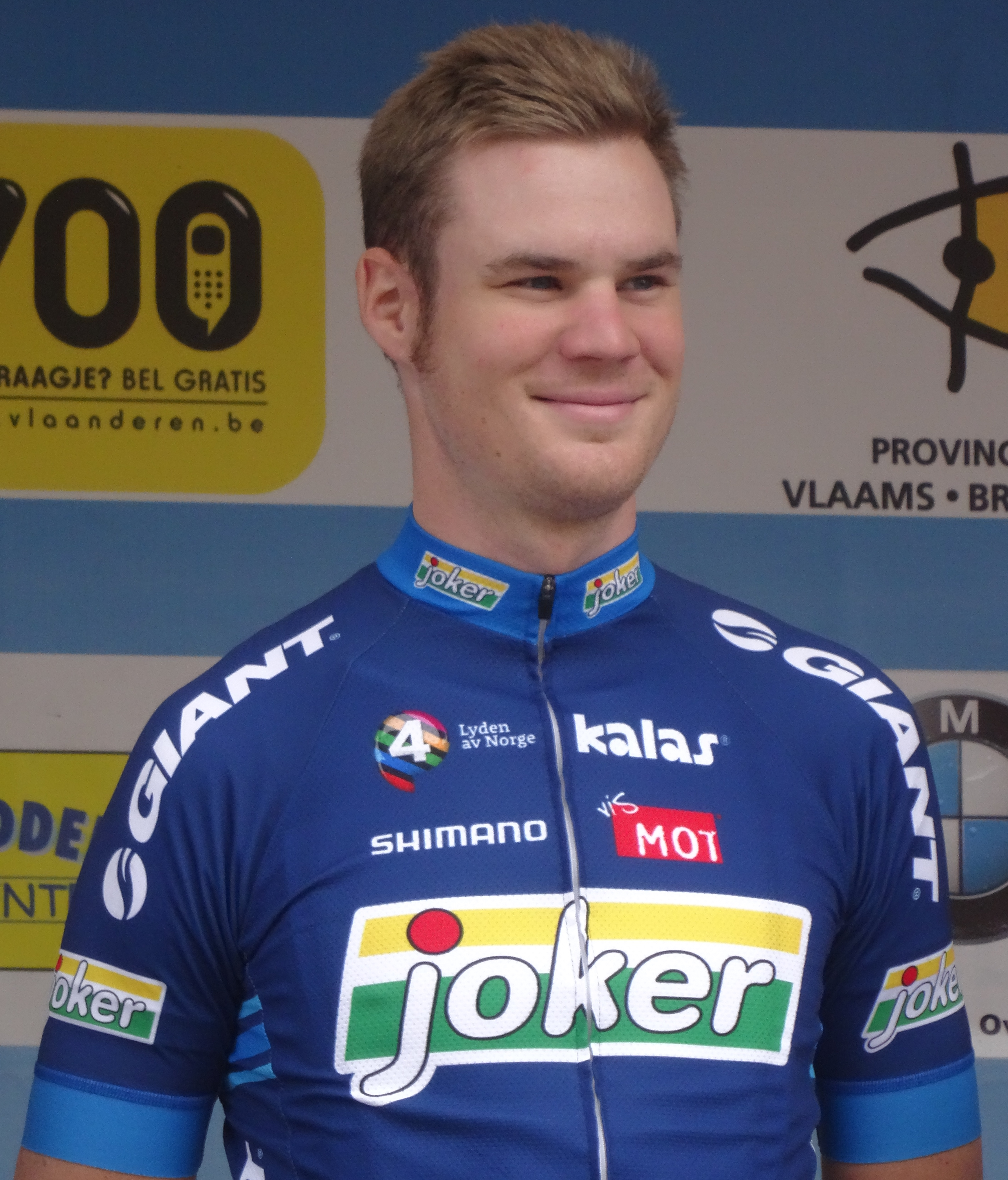
Edvin Wilson.

## Seizoen 2013

### Overwinningen in de UCI Europe Tour
| Datum        | Wedstrijd                           | Cat. | Winnaar                 |
| ------------ | ----------------------------------- | ---- | ----------------------- |
| 7 april      | 3e etappe Circuit des Ardennes      | 2.2  | Joker Merida            |
| 5 mei        | Ringerike GP                        | 1.2  | Reidar Bohlin Borgersen |
| 6-9 juni     | Eindklassement Ronde de l'Oise      | 2.2  | Vegard Breen            |
| 16 juni      | Noors kampioenschap, Beloften       | CN   | Kristoffer Skjerping    |
| 20 juni      | Noors kampioenschap, Beloften (ITT) | CN   | Truls Engen Korsaeth    |
| 29 september | Gooikse Pijl                        | 1.2  | Vegard Robinson Bugge   |

### Renners
| Naam                      | Geboortedatum     | Nationaliteit | Ploeg 2012        |
| ------------------------- | ----------------- | ------------- | ----------------- |
| Reidar Bohlin Borgersen   | 10 april 1980     | Noorwegen     |                   |
| Vegard Breen              | 8 februari 1990   | Noorwegen     |                   |
| Vegard Robinson Bugge     | 7 december 1989   | Noorwegen     |                   |
| Audun Brekke Fløtten      | 20 augustus 1990  | Noorwegen     |                   |
| Adrian Gjølberg           | 23 februari 1989  | Noorwegen     |                   |
| Christer Jensen           | 19 februari 1990  | Noorwegen     |                   |
| Truls Engen Korsaeth      | 16 september 1993 | Noorwegen     | Neo               |
| Martin Olsen              | 8 januari 1992    | Noorwegen     | Neo               |
| Stian Remme               | 4 juni 1982       | Noorwegen     |                   |
| Kristoffer Skjerping      | 4 mei 1993        | Noorwegen     |                   |
| Sondre Gjerdevik Sørtveit | 15 augustus 1988  | Noorwegen     |                   |
| Oskar Svendsen            | 10 april 1994     | Noorwegen     | Neo               |
| Edvin Wilson              | 25 april 1989     | Zweden        | Team CykelCity.se |

## Ploeg per jaar
- Ploeg 2005
- Ploeg 2006
- Ploeg 2007
- Ploeg 2008
- Ploeg 2009
- Ploeg 2010
- Ploeg 2011
- Ploeg 2012
- Ploeg 2013